# Alhendín (kommunhuvudort)
Alhendín är en kommunhuvudort i Spanien. Den ligger i provinsen Provincia de Granada och regionen Andalusien, i den södra delen av landet, 400 km söder om huvudstaden Madrid. Alhendín ligger 736 meter över havet och antalet invånare är 4 899.
Terrängen runt Alhendín är kuperad åt sydost, men åt nordväst är den platt. Runt Alhendín är det ganska tätbefolkat, med 65 invånare per kvadratkilometer. Närmaste större samhälle är Granada, 9,5 km norr om Alhendín. Trakten runt Alhendín består till största delen av jordbruksmark.